# Boloto Morotjno (sumpmark)
Boloto Morotjno (ryska: Болотo Морочно) är en sumpmark i Belarus.   Den ligger i voblasten Brests voblast, i den sydvästra delen av landet, 240 km söder om huvudstaden Minsk.
I omgivningarna runt Boloto Morotjno växer i huvudsak blandskog. Runt Boloto Morotjno är det ganska glesbefolkat, med 25 invånare per kvadratkilometer.